# Ingrid Becker
Ingrid Becker, född den 26 september 1942 i Geseke, Tyskland, är en västtysk friidrottare inom mångkamp och kortdistanslöpning.
Hon vann femkampen vid sommar-OS 1968 i Mexico City och tog OS-guld på 4 x 100 meter vid friidrottstävlingarna 1972 i München. 